# Şevketiye, Gölcük
Şevketiye là một xã thuộc huyện Gölcük, tỉnh Kocaeli, Thổ Nhĩ Kỳ. Dân số thời điểm năm 2010 là 143 người.